# Sot Nekrassow
Sot Iljitsch Nekrassow (ukrainisch Зот Ілліч Некрасов, russisch Зот Ильич Некра́сов; * 26. Dezember 1907jul. / 8. Januar 1908greg. in Melitopol (heute Oblast Saporischschja, Ukraine); † 1. Dezember 1990 in Dnipropetrowsk) war ein ukrainisch-sowjetischer Metallurg und Experte auf dem Gebiet Eisen und Stahl.

## Leben
Sot Nekrassow wurde in einer russischen Arbeiterfamilie geboren. Im Jahr 1930 absolvierte ein Studium am Metallurgischen Institut in Dnipropetrowsk (heute Nationale Metallurgische Akademie der Ukraine – NMetAU). Danach arbeitete er bei Dnipropetrovsky NII im Bereich Metalle. Seine wissenschaftlichen Arbeiten beziehen sich auf die Hochofentheorie. Mit dem Beginn des Großen Vaterländischen Krieges wurde die Abteilung nach Magnitogorsk evakuiert.
Nach dem Zweiten Weltkrieg widmete sich Sot Nekrassow der Entwicklung des Instituts für Eisenmetallurgie in Dnipropetrowsk. 1950 verteidigte er seine Doktorarbeit. Ab 1952 war er 24 Jahre lang bis 1976 als Direktor des Instituts tätig. Er entwickelte neue Methoden zum Schmelzen von Eisenerzen.
Die wissenschaftliche Arbeit von Nekrassow erhielt eine breite internationale Anerkennung. Er war viele Jahre Vorsitzender des Eisen- und Stahlausschusses der Wirtschaftskommission für Europa in Genf. Zudem war er Mitglied in zahlreichen Ausschüssen und wissenschaftlichen Räten für die Eisen- und Stahlindustrie.
Er lebte und arbeitete in Dnipropetrowsk, wo er am 1. Dezember 1990 verstarb.

## Ehrungen
Nekrasow erhielt 1941 den Staatspreis der UdSSR und 1960 den Leninpreis. 1961 wurde er ordentliches Mitglied der Akademie der Wissenschaften der Ukrainischen SSR. 1968 wurde er als Verdienter Wissenschaftler der Ukrainischen SSR und 1969 als Held der sozialistischen Arbeit ausgezeichnet.